# Olaf Olsen
 For alternative betydninger, se Olaf Olsen (politiker).
Olaf Heymann Olsen (født 7. juni 1928 i København, død 17. november 2015) var en dansk historiker og middelalderarkæolog. Han var professor i middelalderarkæologi ved Aarhus Universitet 1971-1981 og rigsantikvar og direktør for Nationalmuseet 1981-1995.

## Uddannelse
Olaf Olsen blev student 1946, cand.mag. i historie og geografi 1953. Han blev dr.phil. i 1966 fra Københavns Universitet med afhandlingen "Hørg, hov og kirke", der behandler overgangen fra hedenskab til kristendom.

## Arkæologisk forskning
Olaf Olsen blev medhjælper ved Nationalmuseet 1950, museumsinspektør 1958. I løbet af årene på Nationalmuseet deltog han i og ledede flere udgravninger i de middelalderlige landsbykirker og publicerede resultaterne i talrige artikler i fagtidsskrifter. I disputatsen kunne han blandt andet påvise, at kirkerne blev ikke bygget på hedenske kultsteder. Udgravningerne af vikingeskibene i Roskilde Fjord fandt også sted under Olaf Olsens ledelse i hans tid som inspektør på Nationalmuseet ligesom undersøgelserne af vikingetidens ringborge - Aggersborg, Fyrkat, Nonnebakken og Trelleborg.
I professortiden kom Ring Kloster nær Skanderborg og det store Øm Kloster under behandling - også som øvelsesgravninger for de studerende ved faget. Det var en vigtig del af studiet at lære, at de arkæologiske kilder er vigtige sammen med skriftlige kilder til at give indsigt i og forståelse af det middelalderlige samfund. Dels fordi de skriftlige kilder er så få i Danmarks ældre historie - dels fordi de arkæologiske kilder fortæller andet og mere end de skriftlige.
Gennem de mange års udgravninger arbejdede Olaf Olsen med en forfining af graveteknikkerne, og forsøgte med hjælp af forskelligt farvede briller og forskellig belysning at gøre forskellene i de enkelte jordlag og fænomener tydelige. Han lagde stor vægt på, at man ikke skal totaludgrave, men altid levne noget til eftertiden.
I 1999 udkom bogen Da Danmark blev til om Danmarks historie. Den blev udgivet i forbindelse med projektet Middelalder 99, der var et år hvor forskellige kulturinstitutioner havde særligt fokus på middelalderen.

## Nationalmuseet
I 1981 søgte og fik Olaf Olsen stillingen som rigsantikvar. Han havde dog haft betænkeligheder. For på den tid var museerne udsat for den ene nedskæring efter den anden, og som Rigsantikvar skulle han være leder af Nationalmuseet.
Konsekvenserne af de mange nedskæringer mødte han da også i form af bl.a. afskallede mure og desillusionerede mellemledere, da han igen fik sin gang på det museum, hvor han tidligere havde arbejdet i alt 20 år. Ved hjælp af en stor bevilling fra bl.a. Egmont Fonden fik han lavet en plan for museets fremtid og udvikling frem til år 2000. Det førte til lov om Nationalmuseets udbygning, og i juni 1992 kunne den nye lyse forhal og Egmont Hallen på 1000 kvadratmeter til bl.a. sær-udstillinger tages i brug. Det samme kunne en helt ny biograf og foredragssal. 

## Tapetkomplottet
Olaf Olsen var også med i ”tapetkomplottet”: De gamle gobeliner i Riddersalen på Christiansborg hørte egentlig hjemme på Rosenborg. Og en lille gruppe mennesker mente, at de skulle tilbage. Men det ville være udelukket med mindre de blev erstattet af nogle andre. Det blev Bjørn Nørgaards farvestrålende gobeliner, der fortæller Danmarks historie. Hans kone, Rikke Agnete Olsen, var også med i gruppen. Siden de blev hængt op, da dronning Margrethe fyldte 60 år, har tusinder af danskere været i Riddersalen for at se dem, og ved udenlandske statsbesøg bliver de vist frem.

## Studenterarbejde for "Sovjetunionen i Dag"
Som helt ung meldte Olaf Olsen sig efter besættelsen ind i kommunistpartiet, fordi kommunisterne havde spillet en stor rolle i den danske modstandskamp og fordi Den Røde Hærs indsats under anden verdenskrig var et lyspunkt i kampen mod nazismen, skrev han i erindringerne, som blev udgivet efter hans død. Her skriver han også, at han og mange andre "var dybt naive i vor tiltro til Sovjetunionen" og han fortsætter: "(det) har de allerfleste af os med græmmelse siden erkendt".  Olaf Olsens tiltro fremgår af en artikel han skrev som 21-årig i avisen Land og Folk i 1949 med titlen "Er der jødeforfølgelser i Sovjetunionen?" og også svarede nej til spørgsmålet. Olsen fortrød bitterligt artiklen og i erindringerne skriver han: "Uden stolthed erindrer jeg (således) en kronik, der fremstillede jødernes vilkår i Rusland i et rosenrødt skær, og en artikel, der på det bestemteste afviste forekomsten af umenneskelige arbejdslejre i Sovjetunionen"  Med tiden falmede naiviteten, og efter Sovjets invasion af Ungarn i 1956 meldte han sig ud af kommunistpartiet. 
Mens Olaf Olsen endnu var mindreårig (myndighedsalder var dengang 21 år), havde han fra 1947 til 1950 studenterarbejde på tidskriftet Sovjetunionen i Dag (som den russiske ambassade stod bag) i København. Her var han beskæftiget med at udsende materiale om Sovjetunionen til muligt interesserede danskere. På et tidspunkt blev han bedt om at finde flere adresser. Det gjorde han ud fra hvad han kunne finde i aviser, den Blå Bog og i telefonbøger, samt brug af den almindelige viden en så ung mand kunne have om det danske samfund. Listen omfattede godt 500 fremtrædende videnskabsmænd og kunstnere Derudover tilføjede han 75 meget korte biografier med angivelse af personernes politiske observans. De få linjer om personerne var baseret på almindelig kendt materiale. Gennem Forsvarsstabens Efterretningsafdeling fik Politiets Efterretningstjeneste kendskab til materialet i 1951, og kom til offentlighedens kendskab i 2012. PET-Kommissionen var bekendt med materialet, men i deres rapport fra 2009 var sagen anonymiseret. Adresselisten og biografierne, der var baseret på almindeligt tilgængeligt materiale, blev i medierne til, at han havde angivet flere hundrede danskere.

## Tillidsposter
Han var næstformand i Studenterrådet ved Københavns Universitet 1949-50, blev Fellow of The Society of Antiquaries 1959, medlem af styrelsen for Dansk Magisterforening 1960-66, var medlem af Selskabet for dansk Kulturhistorie 1961, sekretær 1962-70, medlem af styrelsen og forretningsudvalget for Vikingeskibshallen i Roskilde fra 1963, formand for Dansk historisk Fællesforening fra 1966 og medlem af Det kongelige danske Selskab for Fædrelandets Historie fra 1970. Han var medlem af Videnskabernes Selskab fra 1979, hvor han også var vicepræsident i en årrække.

## Privatliv
Olaf Olsen var søn af professor, dr.phil. Albert Olsen og hustru Agnete Olsen født Bing.
Han var yngre broder til Erling Olsen den tidligere boligminister og formand for Folketinget og ældre broder til bankdirektør Sverre Olsen.
Han blev gift første gang med Jean Dennistoun Sword, der blev mor til hans eneste barn, Morten Olsen.
Han blev gift anden gang i 1971 med museumsinspektør, cand.mag. Rikke Agnete Olsen (født Rikke Agnete Clausen)

## Hæder
- 1966 og 1992: G.E.C. Gads Fonds Hæderspris
- 1991: Rosenkjærprisen
- 1992: Ingenio et arti
- 1995: Hartmannprisen
- Den Kongelige Belønningsmedalje
- 2003: Dronning Margrethe II's Arkæologiske Fonds Medalje
- 2014: Ragna Rask-Nielsens Grundforskningsfonds pris
- To festskrifter 1988

## Forfatterskab
- Olaf Olsen: Hørg, Hov og Kirke. Historiske og arkæologiske vikingetidsstudier; G. E. C. Gad, København 1966
- Olaf Olsen og Ole Grumlin-Pedersen: Fem vikingeskibe fra Roskilde Fjord; Vikingeskibshallen i Roskilde 1969, engelsk og tysk udgave i 1979.
- Olaf Olsen: I Jacob Madsens fodspor. Biskop C. T. Engelstofts fynske kirkebeskrivelser; Odense Universitetsforlag 1970
- Olaf Olsen og Holger Schmidt: Fyrkat, Borgen og bebyggelsen, 1977
- Olaf Olsen: Christian IVs tugt- og børnehus 1952, 2. udgave 1978 Wormianum, Århus
- Olaf Olsen: Ufredens Hav 2002
- Olaf Olsen: Da Danmark blev til; Fremad, 1999
- Olaf Olsen: Mit levned - et liv i arkæologiens og historiens tjeneste. Wormianum; Højbjerg 2017.

Olaf Olsen var endvidere redaktør af værket Gyldendal og Politikens Danmarkshistorie (1988-90) og formand for Det Videnskabelige Råd for Den Store Danske Encyklopædi 1994 - 2003.